# Varèze
Die Varèze ist ein Fluss in Frankreich, der im Département Isère in der Region Auvergne-Rhône-Alpes verläuft. Sie entspringt im Waldgebiet Forêt de Bonnevaux, im westlichen Gemeindegebiet von Porte-des-Bonnevaux aus dem Stausee Étang du Grand Albert. Der Fluss wird zunächst Grande Varèze genannt, bis er nach etwa vier Kilometern von links das Bächlein Petite Varèze aufnimmt, ab da verliert er seinen Namenszusatz. Die Varèze entwässert generell in westlicher Richtung und mündet nach insgesamt rund 40 Kilometern im Gemeindegebiet von Saint-Alban-du-Rhône als linker Nebenfluss in die Rhône, die hier die Grenze zum benachbarten Département Loire bildet.

## Orte am Fluss
(Reihenfolge in Fließrichtung)
- Chambaran, Gemeinde Saint-Julien-de-l’Herms
- Cour-et-Buis
- Les Bournes, Gemeinde Montseveroux
- Monsteroux-Milieu
- Saint Alban de Varèze, Gemeinde Vernioz
- La Charinas, Gemeinde Assieu
- Vernioz
- Cheyssieu
- Auberives-sur-Varèze
- Glay, Gemeinde Saint-Prim
- Clonas-sur-Varèze
- Prailles, Gemeinde Saint-Clair-du-Rhône
- Saint-Alban-du-Rhône